# 1845-ös busz
Az 1845-ös jelzésű autóbuszvonal távolsági autóbuszjárat Tatabánya és Székesfehérvár között, melyet a MÁV Személyszállítási Zrt. lát el.

## Közlekedése
A járat Tatabányát és Székesfehérvárt köti össze. 
Útvonalának hossza 63,3 km, menetideje Székesfehérvár felé 1 óra 19 perc, Tatabánya felé 1 óra 20 perc.
Székesfehérvár felé nyolc járat, Tatabánya felé kilenc járat szállítja az utasokat. Oroszlány, Nyíres dűlő megállóhelyen egy járatpár áll meg.

## Megállóhelyei
| 0  | 0  | Tatabánya, autóbusz-állomás végállomás      | 12 | 11 | 1, 1G, 2, 5, 5P, 6, 6S, 9, 9D, 10, 11, 15, 16, 26, 26R, 50, 55, 57, 70 770, 804, 814, 823, 824 1758, 1824, 1841, 1842, 1843, 1846, 1848, 1850, 1851 8400, 8402, 8403, 8406, 8410, 8423, 8432, 8435, 8436, 8437, 8441, 8442, 8462, 8463, 8464, 8465, 8466, 8467, 8472, 8479 S10, G10, S12, gyorsított személyvonat, InterRégió, Arrabona InterCity, Tűztorony, Ikva, Lővér, Kékfrankos, Magnet Bank, Scarbantia, Soproni Közgáz, Savaria InterCity, Mura nemzetközi InterCity, Dráva nemzetközi InterCity, Railjet Xpress, Kálmán Imre EuroNight, Csárdás, Lehár, Liszt Ferenc és Semmelweis EuroCity, Advent EuroCity, Hortobágy EuroCity, Transilvania-Szamos EuroCity, Dacia-Corvin nemzetközi gyorsvonat |
| 1  | 1  | Tatabánya, kórház                           | 11 | 10 | 1, 1G, 6, 8, 8L, 8S, 9, 11, 16, 18, 38, 38G, 50, 57, 59B 770, 823 1758, 1841, 1842, 1843, 1846, 1848, 1851 8402, 8403, 8441, 8442, 8443, 8462, 8463, 8464, 8465, 8466, 8467 |
| 2  | 2  | Környe, faluközpont                         | 10 | 9  | 770, 823 1257, 1758, 1824, 1841, 1842, 1843, 1846, 1848, 1851 8403, 8441, 8442, 8443, 8460, 8462, 8463, 8464, 8465, 8466, 8467, 8587, 8594 |
| 3  | 3  | Oroszlány, körforgalom                      | 9  | 8  | 1T, 1Y 770, 823 1257, 1758, 1824, 1842, 1843, 1846 8403, 8442, 8443, 8460, 8462, 8463, 8465, 8466, 8467, 8560, 8562, 8587, 8594 |
| 4  | 4  | Oroszlány, posta                            | 8  | 7  | 1T, 1Y 770, 823 1257, 1758, 1824, 1842, 1843, 1845 8403, 8442, 8443, 8460, 8462, 8463, 8465, 8466, 8467, 8560, 8562, 8574, 8587, 8594 |
| 5  | ∫  | Oroszlány, Nyíres dűlő                      | 7  | ∫  | 1Y |
| 6  | 5  | Bokod, iskola                               | 6  | 6  | 770 1257, 1758, 1824, 1842, 1843, 1846 8463, 8465, 8466, 8560, 8562, 8574, 8587, 8594 |
| 7  | 6  | Pusztavám, bányatelepi elágazás             | 5  | 5  | 1758, 1824, 1842, 1843, 1846 8355 |
| 8  | 7  | Mór, VÉRTES Áruház                          | 4  | 4  | 1253, 1254, 1563, 1706, 1758, 1822, 1824, 1842, 1843, 1846 7021, 8001, 8094, 8096, 8097, 8355, 8360, 8365, 8370, 8373, 8381 |
| 9  | 8  | Csókakő, csókakői elágazás                  | 3  | 3  | 1251, 1253, 1254, 1758, 1822, 1824, 1842, 1843, 1846 8001, 8096, 8097, 8360 |
| 10 | 9  | Söréd, bejárati út                          | 2  | 2  | 1253, 1254, 1563, 1758, 1822, 1824, 1842, 1843, 1846 8001, 8096, 8097, 8099, 8360 |
| 11 | 10 | Székesfehérvár, III. Béla király tér        | 1  | 1  | 15, 33, 34 1204, 1563, 1706, 1758, 1809, 1822, 1824, 1841, 1842, 1843, 1846, 1853 8000, 8001, 8090, 8092, 8093, 8094, 8095, 8096, 8097, 8099 |
| 12 | 11 | Székesfehérvár, autóbusz-állomás végállomás | 0  | 0  | 10, 10G, 11, 11A, 11G, 12, 12A, 12Y, 13G, 14, 14G, 15, 15Y, 26, 26A, 26C, 26G, 36, 37, 38, 40, 41, 42, 43, 44, 912 707, 717, 740, 747, 748, 749, 750, 751, 758, 759 1172, 1173, 1174, 1204, 1205, 1215, 1507, 1510, 1512, 1529, 1563, 1626, 1706, 1707, 1758, 1803, 1808, 1809, 1822, 1823, 1824, 1826, 1842, 1843, 1846, 1853 5552, 7315, 8000, 8001, 8010, 8011, 8013, 8030, 8032, 8033, 8034, 8035, 8037, 8039, 8040, 8041, 8046, 8047, 8048, 8049, 8050, 8055, 8060, 8062, 8065, 8066, 8067, 8068, 8069, 8070, 8078, 8082, 8086, 8090, 8092, 8093, 8094, 8095, 8096, 8097, 8099 |